# Niran
Niran (hebrejsky נערן nebo נִירָן podle biblické lokality Naaran, v oficiálním přepisu do angličtiny Niran) je vesnice typu kibuc a izraelská osada na Západním břehu Jordánu v distriktu Judea a Samaří a v Oblastní radě Bik'at ha-Jarden.

## Geografie
Nachází se v nadmořské výšce 165 metrů pod úrovní moře v jižní části Jordánského údolí. Leží cca 12 kilometrů severně od centra Jericha, cca 30 kilometrů severovýchodně od historického jádra Jeruzalému a cca 65 kilometrů východně od centra Tel Avivu. Niran je na dopravní síť Západního břehu Jordánu napojen pomocí dálnice číslo 90 (takzvaná Gándhího silnice), hlavní severojižní dopravní osy Jordánského údolí. Vesnice stojí cca 8 kilometrů od řeky Jordán, která zároveň tvoří mezinárodní hranici mezi Izraelem kontrolovaným Západním břehem Jordánu a Jordánským královstvím.
Kibuc je součástí územně souvislého pásu izraelských zemědělských osad, které se táhnou podél dálnice číslo 90. Bezprostředně na jižní straně je ale tento pás přerušen palestinským městem al-Audža. Na severu s obcí Niran sousedí izraelské osady Netiv ha-Gdud, Gilgal a Tomer. Na západě se z příkopové propadliny Jordánského údolí zvedá prudký hřbet hornatiny Samařska.

## Dějiny
Niran leží na Západním břehu Jordánu, jehož osidlování bylo zahájeno Izraelem po jeho dobytí izraelskou armádou, tedy po roce 1967. Jordánské údolí patřilo mezi oblasti, kde došlo k zakládání izraelských osad nejdříve. Takzvaný Alonův plán totiž předpokládal jeho cílené osidlování a anexi.
Vesnice vznikla roku 1977. Už v roce 1975 zde byla založena osada typu nachal tedy kombinace vojenského a civilního osídlení. Členové jednotky nachal se sem přesunuli z dříve založené lokality na místě nynější osady Jitav. 28. září 1976 pak izraelská vláda rozhodla, že z ní vytvoří ryze civilní sídlo. K tomu došlo v roce 1977.
V 80. letech 20. století se kibuc potýkal s vážnými ekonomickými problémy a v roce 1993 se rozpadl, když většina jeho obyvatel osadu opustila. Byl pak opětovně osídlen a obnoven roku 1999. Obyvatelé se zabývají zemědělstvím (palmová plantáž) a působí ve školství. Detailní územní plán obce umožňuje výhledovou kapacitu až 200 bytů, z nichž ale zatím postaveno jen 80.
Počátkem 21. století nebyl Niran stejně jako celá oblast Oblastní rady Bik'at ha-Jarden zahrnut do projektu Izraelské bezpečnostní bariéry. Izrael si od konce 60. let 20. století v intencích Alonova plánu hodlal celé Jordánské údolí trvale podržet. Budoucnost vesnice závisí na parametrech případné mírové dohody mezi Izraelem a Palestinci. Během druhé intifády nedošlo v osadě stejně jako v celé oblasti Jordánského údolí k vážnějším teroristickým útokům.

## Demografie
Obyvatelstvo obce je v databázi rady Ješa popisováno jako sekulární. Podle údajů z roku 2014 tvořili naprostou většinu obyvatel Židé (včetně statistické kategorie "ostatní", která zahrnuje nearabské obyvatele židovského původu ale bez formální příslušnosti k židovskému náboženství).
Jde o menší obec vesnického typu s dlouhodobě stagnujícím počtem obyvatel. K 31. prosinci 2014 zde žilo 81 lidí. Během roku 2014 registrovaná populace stoupla o 14,1 %.
| Rok            | 1983 | 1995 | 1996 | 1997 | 1998 | 1999 | 2000 | 2001 | 2002 | 2003 | 2004 | 2005 | 2006 | 2007 | 2008 | 2009 | 2010 | 2011 | 2012 | 2013 | 2014 |
| -------------- | ---- | ---- | ---- | ---- | ---- | ---- | ---- | ---- | ---- | ---- | ---- | ---- | ---- | ---- | ---- | ---- | ---- | ---- | ---- | ---- | ---- |
| Počet obyvatel | 99   | 63   | 67   | 62   | 58   | 45   | 56   | 58   | 56   | 52   | 53   | 49   | 52   | 56   | 54   | 54   | 52   | 56   | 69   | 71   | 81   |